# Danny Kennedy (homme politique)
Pour les articles homonymes, voir Daniel Kennedy et Kennedy.
Danny Kennedy, né le 6 juillet 1959, est un homme politique nord-irlandais.